# Паранормальное явление 2
«Паранормальное явление 2» (англ. Paranormal Activity 2) — фильм ужасов о сверхъестественном 2010 года, снятый Тодом Уильямсом по сценарию Майкла Р. Перри. Фильм снят в псевдодокументальном стиле и является одновременно приквелом (основная часть фильма происходит за два месяца до событий первого фильма) и сиквелом (заключительные события происходят непосредственно после событий первого фильма и являются их прямым продолжением) фильма Орена Пели «Паранормальное явление». Премьера состоялась 20 октября 2010 года в Бельгии, Казахстане, Франции и франкоговорящих регионах Швейцарии, 21 октября — в России, в Украине и в некоторых других странах, 22 октября — в США, Великобритании, Канаде, Мексике и других.

## Сюжет
Фильм начинается с того, что Кристи Рей (сестра Кэти из первого фильма) приезжает из роддома домой. У неё родился сын Хантер. Кристи живёт вместе со своим мужем Дэном и его дочерью от первого брака — Эли. У них есть домработница Мартина, няня Хантера, которая и замечает странности в доме.
Основное действие происходит за шестьдесят дней до смерти Мики Слота, когда маленький Хантер уже подрос. Однажды вся семья, возвращаясь домой, обнаруживает, что у них в доме всё перевёрнуто, но двери закрыты, и ничего не украдено, кроме ожерелья Кристи, которое ей подарила Кэти, также есть повреждение на экране 50-дюймового телевизора. После этого Дэн решает установить во всём доме видеокамеры. В доме начинают происходить странные вещи, первой это замечает Мартина и пытается выгнать злого духа. Однако Дэну это не нравится, и он её увольняет. Кристи начинает подозревать, что это тот же демон, который терроризировал её с сестрой в детстве. В один из вечеров Эли и её парень решают провести спиритический сеанс, и демон посредством доски Уиджа говорит, что ему нужен Хантер. Поискав информацию в Интернете, Эли узнаёт, что можно заключить сделку с демоном на богатство, отдав взамен демону душу первенца мужского пола в своём роду; долг должен быть уплачен в любом случае и передаётся по наследству. Впоследствии Эли выясняет, что Хантер является первым первенцем мужского пола за последние десятилетия в семье Кристи.
После этого, в одну из ночей демон нападает на собаку. Дэн и Эли решают повезти её к ветеринару, оставляя Кристи и Хантера одних в доме. Кристи поднимается в детскую, чтобы проверить ребёнка, и замечает, что ночник выключен, она решает его включить, подходит к кроватке малыша, но демон стаскивает её вниз по лестнице. Ей удаётся вырваться, она пытается забежать в комнату к ребёнку, но демон утаскивает её в подвал, и они остаются там чуть больше часа. Затем Кристи выходит из подвала, словно под гипнозом, становится понятно, что ей овладел демон, по-видимому после укуса.
На следующий день Эли говорит, что Кристи не хочет вставать с постели, она идёт в комнату к Хантеру, потому что он плачет, но Кристи не даёт ей пройти. Эли решает просмотреть видеозаписи, на которых снято, как демон стаскивает Кристи с лестницы в подвал. Дэн решает позвонить Мартине, она приезжает и говорит, что избавиться от демона можно, переселив его в кровного родственника, этим человеком оказывается Кэти. Мартина даёт Дэну крест, натёртый маслом, с помощью которого демона можно сдерживать.
В доме гаснет свет и начинается хаос, все вещи летают по дому, Кристи берёт Хантера и убегает в подвал. Дэн бежит за ней и отбирает Хантера, после чего касается крестом Кристи. Камера в ходе потасовки как минимум два раза фиксирует демона в режиме ночного видения. Дэн проводит ритуал по переселению демона, сжигая детскую фотографию Кэти.
Проходит три недели. Показаны здоровая Кристи (которая ничего не помнит о своей одержимости) и Хантер. К ним в гости заезжает Кэти. Она говорит, что у неё в доме происходит что-то странное, а Кристи, наоборот, говорит, что в её доме всё спокойно.
Затем Кэти возвращается домой и видит, что Мика купил камеру, этот эпизод является первой сценой из фильма «Паранормальное явление».
Дальше на экране появляется фраза, что Мика был убит 8 октября 2006 года. На следующий день после этого Кэти приходит в дом Кристи. Дэн смотрит телевизор, а сзади тихо подходит Кэти и с хрустом ломает ему шею. Кристи, находясь наверху с Хантером, слышит шум, испуганно берёт ребёнка на руки, потом видит входящую Кэти, одержимую демоном. Она пытается защитить ребёнка, но Кэти отшвыривает её одним ударом в угол, где висит камера, и забирает Хантера.
По последней фразе в фильме становится ясно, что Эли вернулась домой из школьного похода и нашла Дэна и Кристи мёртвыми, а Кэти и Хантер до сих пор числятся пропавшими без вести.

## В ролях
- Спрэйг Грэйден — Кристи Рей
- Брайан Боланд — Дэниэл Рей
- Молли Эфраим— Элли Рей
- Уильям Хуан Прието и Джексон Ксения Прието — Хантер Рей
- Вивиз Кортес — Мартина
- Кэти Фезерстон — Кэти
- Мика Слот — Мика
- Дэвид Биренд — установщик камер наблюдения

## Отзывы
Фильм получил смешанные отзывы кинокритиков. На Rotten Tomatoes у фильма 59 % положительных рецензий из 107.
На Metacritic — 51 балл из 100 на основе 25 обзоров.
Известный кинокритик Роджер Эберт, который дал первому фильму 3,5 звезды из 4, оценил вторую часть в 1,5 звезды.